# 科尔内留·曼内斯库
科尔内留·曼内斯库（羅馬尼亞語：Corneliu Mănescu；1916年2月8日—2000年6月26日），罗马尼亚工人党中央委员，罗马尼亚外交部长、国防委员会委员、团结阵线全国委员会副主席。

## 生平
1916年，出生于罗马尼亚普拉霍瓦县普洛耶什蒂的中产阶级家庭。1936年，在布加勒斯特大学读法律经济学。1940年，应征入伍，授予少尉军衔。1941年，在中央统计研究所工作。
1944年，加入罗马尼亚共产党。1945年，在罗共中央和伊尔福夫县党委军事部工作。1948年，任罗马尼亚人民军总政治部组织和训练局局长，授予中校军衔。1950年，任罗马尼亚陆军中央军事俱乐部主任。1952年，晋升少将军衔，任罗马尼亚人民军总政治部副主任。1953年，任罗马尼亚人民共和国武装部队部副部长兼总政治部主任。1955年，任罗马尼亚人民共和国国家计划委员会副主席。
1959年，晋升为中将。1960年，任罗马尼亚人民共和国外交部政治部主任。10月，任驻匈牙利人民共和国特命全权大使。1961年，任罗马尼亚社会主义共和国外交部长。1965年，为罗共中央委员。1967年，任第二十二届联合国大会主席。1968年，访问拉丁美洲，加强与墨西哥、委内瑞拉、哥伦比亚、秘鲁、智利、乌拉圭等国的双边关系。1969年，任罗马尼亚社会主义共和国国防委员会委员。1970年，访问非洲，与加蓬、刚果、喀麦隆、尼日利亚、布隆迪、坦桑尼亚、马达加斯加等国家领导人进行会谈。1972年，被解除外交部长职务。
1972年，任罗马尼亚社会主义团结阵线全国委员会副主席。1977年，任驻法国特命全权大使。1979年，兼任常驻联合国教育、科学及文化组织代表。1980年，被解除罗共中央委员职务。1982年，退休。
1989年，与五位罗共元老联名上书罗共中央，批评现行政策，随即被软禁。12月，羅馬尼亞革命，软禁解除。1990年，当选为全国联盟临时委员会执行局委员、罗马尼亚参议院外交政策委员会主席。1992年，退休。2000年，逝世。